# هنري الثالث (إمبراطور روماني مقدس)

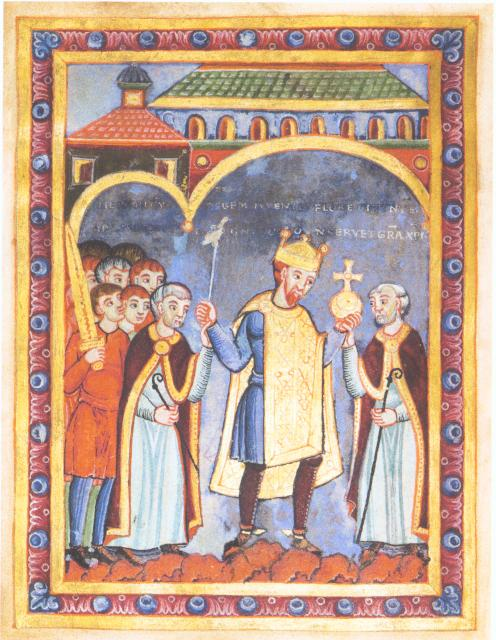
هنري حاملًا رموز الحكم

هنري الثالث (بالألمانية: Heinrich III) (28 أكتوبر 1017 - 5 أكتوبر 1056) ويدعى الأسود أو التقي، كان عضوًا من الأسرة السالية من الأباطرة الرومان المقدسين. كان الابن البكر لكونراد الثاني ملك ألمانيا وجيزيلا من سوابيا. جعله والده دوقًا على بافاريا (باسم هنري السادس) في 1026 بعد وفاة الدوق هنري الخامس.
ترعرع هنري في كنف والده، الذي عينه دوقًا على بافاريا عام 1026، وحاكمًا مشاركًا عام 1028 ومنحه دوقية شوابيا ومملكة برغونة بعد ذلك بعشر سنوات في عام 1038. كان انتقال الحكم الملكي لهنري عملية سلسة ومتناغمة لكن وفاة الإمبراطور أنهت ذلك، وهو ما لم يعهده ملوك الأوتونية والساليانين. خلف هنري كونراد الثاني دوق كارينثيا وملك إيطاليا واستمر في متابعة نهج والده السياسي القائم على (الشجاعة والصدق)، ما أدى إلى تمجيد مقدس غير مسبوق للملك. في عام 1046 أنهى هنري الانقسام البابوي، وتوّجه البابا كليمنت الثاني إمبراطورًا، وحرر الفاتيكان من الاعتماد على النبلاء الرومان ووضع الأساس لسلطته على نطاق الإمبراطورية. في الدوقات، فرض هنري حقًا ملكيًا سياديًا للتصرف، وبالتالي ضمان سيطرة أكثر إحكامًا. في دوقية لورين، أدى ذلك إلى سنوات من الصراع خرج منها منتصرًا. تشكل ميدان تحدي آخر في جنوب ألمانيا منذ عام 1052 وحتى عام 1055. توفي هنري الثالث عن عمر ناهز 39 عامًا فقط. ومع ذلك، يعتبر المؤرخون المعاصرون السنوات الأخيرة من حكمه بداية أزمة في النظام الملكي السالياني.

## النشأة
ولد هنري في 28 أكتوبر عام 1016 أو 1017، وكان ابن كونراد من وورمز وجيزيلا من شوابيا. وكان كونراد أرستقراطيًا فرانكونيًا وامتلك نفوذًا على طول نهر الراين حين ولد ابنه. وكان مرتبطًا بالسلالة الأوتونية الإمبراطورية من خلال جدته الكبرى ليوتغارد ابنة الإمبراطور الروماني المقدس أوتو الأول. وربما كان لكونراد ابن آخر قبل زواجه من جيزيلا، لأن امتيازًا ملكيًا أشار إلى ابنيه في عام 1024 لكن مصداقيته مشكوك بها. وجرى ذكر هنري دائمًا على أنه الابن الوحيد لوالده في المواثيق الصادرة بعد فبراير عام 1028. وكانت جيزيلا من سلالة شارلمان ما جعلها وريثة منافسة لكل من شوابيا وبرغونة (برغندية). وكونراد هو الزوج الثالث لجيزيلا وقد أنجبت ثلاثة أبناء وربما ابنة خلال زواجيها السابقين. وكان كونراد أميًا، لكن جيزيلا كانت حريصة على تعليم هنري القراءة.
توفي آخر ملوك السلالة الأوتونية هنري الثاني في 13 يوليو عام 1024. واجتمع الأرستقراطيون الألمان في كامبا لانتخاب خليفته كونراد ملك وورمز في 4 سبتمبر. وشكل خصم كونراد ائتلافًا ضم ربيبه إرنست الثاني دوق شوابيا. وحملوا السلاح ضد الملك في النصف الثاني من عام 1025، لكنه أجبر معظمهم على الخضوع قبل نهاية العام. وطلب إرنست إلى جيزيلا التوسط في المصالحة وأقنعت هنري البالغ من العمر ثماني سنوات أيضًا بالتدخل نيابة عن إرنست في أوائل عام 1026. وكان على إرنست أن يعد بتقديم مساعدة عسكرية لكونراد ليحصل على العفو.
عين كونراد هنري خليفة له في آوغسبورغ في فبراير عام 1027. وبعد عام من ذلك، قبل مغادرته في حملته الإيطالية الأولى، كلف كونراد أسقف آوغسبورغ برونو برعاية هنري. وقال المؤرخ ستيفان وينفورتر إن برونو شقيق الإمبراطور هنري الثاني كان «مناسبًا بشكل خاص لنقل المفاهيم الملكية والتقاليد الإمبراطورية» إلى من يرعاه. ورافق برونو هنري إلى روما حيث حضرا تتويج كونراد الإمبراطوري في عيد الفصح عام 1027.

## توحيد الأسر الحاكمة وشريك الحاكم
كان الإمبراطور كونراد الثاني مصممًا على تعزيز السلطة الملكية في ألمانيا. متجاهلًا مطالبة إيمريك، نجل الملك ستيفن الأول ملك المجر، ببافاريا، أقنع كونراد الأرستقراطيين البافاريين بالاعتراف بهنري دوقًا لهم في ريغنسبورغ في 24 يوليو 1027. كان تعيين هنري للدوقية سابقة -فبارفايا لم يحكمها قط دوق يبلغ من العمر عشر سنوات. في خريف عام 1027، أرسل الإمبراطور الأسقف فيرنر من ستراسبورغ إلى القسطنطينية للفوز بعروس من العائلة الإمبراطورية البيزنطية لهنري، لكن وفاة فيرنر المفاجئة وضعت حدًا للمفاوضات مع الإمبراطور قسطنطين الثامن.
بمبادرة من كونراد، انتخب «رجال الدين والشعب» هنري كشريك في الحكم، وتوج رئيس أساقفة كولونيا هنري ملكًا في آخن في عيد الفصح عام 1028. سمي هنري بعد ذلك باسم «أمل الإمبراطورية» على أختام والده وفقًا للعادات البيزنطية. أرسل كونراد سفارة أخرى إلى القسطنطينية. اقترح خليفة قسطنطين الثامن، الإمبراطور رومانوس الثالث أرغيروس، أن تتزوج إحدى شقيقاته هنري، لكن مبعوث كونراد، الكونت مانيغولد من دوناورث، رفض العرض لأنها كانت متزوجة بالفعل.
توفي المطران برونو من أوغسبورغ في 6 أبريل 1029 وعُين كونراد إغيلبرت، أسقف فرايزنغ، مدرسًا جديدًا لهنري. وشنت بافاريا غارات على هنغاريا وأثارت هجومًا مضادًا هنغاريًا. جمع كونراد القوات البافارية واللوريانية والبوهيمية وغزا المجر في يونيو 1030. أجبره نقص الإمدادات على العودة، فهاجمهم المجريون وتغلبوا على جيشه في فيينا. غادر كونراد بافاريا، وأسند مهمة التعامل مع المجريين إلى هنري البالغ من العمر اثني عشر عامًا. بدأ إغيلبرت من فرايزنغ المفاوضات مع ستيفن الأول ملك المجر نيابة عن هنري. وافق إغيلبرت على التنازل عن الأراضي الواقعة على طول الحدود للمجريين مقابل إطلاق سراح سجنائهم. وافق هنري على الشروط ووقع معاهدة السلام خلال اجتماع مع ستيفن الأول في المجر في أوائل عام 1031.
استمرت تعليمات إغيلبرت حتى حصل هنري على وسام الشرف في أواخر يونيو أو أوائل يوليو عام 1033. تلقى إغيلبرت منحًا سخية لخدماته في 19 يوليو.
عند وفاة رودولف الثالث البورغندي طالب كونراد الثاني بلقب الخلافة البرغونية وتوجه بجيشه إلى برغونة خلال شتاء 1032/1033. في حملتين صيفيتين عسكريتين واسعتي النطاق عامي 1033 و1034، هزم كونراد منافسه أودو الثاني، كونت بلوة. في 1 أغسطس 1034، ضم كونراد الثاني مملكة البرغونة رسميًا إلى الإمبراطورية الرومانية المقدسة في حفل أقيم في كاتدرائية جنيف.
خطب هنري غونهيلدا من الدنمارك، ابنة إيما نورماندي وكنوت العظيم، ملك الدنمارك وإنجلترا والنرويج، في 18 مايو 1035. وفي نفس المناسبة، أعلن كونراد الحرب على قبيلة لوتيتشي، وهي قبيلة سلافية وثنية، وعزل صهره، أدالبيرو، دوق كارينثيا. وعهد كونراد إلى كنوت بجنوب يوتلاند بعد زواج ولديهما، الذي تم في نايميخن خلال عيد العنصرة عام 1036.
في عام 1038 استدعي هنري لمساعدة والده في إيطاليا. في رحلة عودتهم على طول ساحل البحر الأدرياتيكي، ماتت غونهيلدا من وباء تسبب على ما يبدو بوفاة هيرمان الرابع من شوابيا بالقرب من نابولي. في عام 1039 توفي الإمبراطور كونراد الثاني أيضًا، وخلفه هنري كملك وكأمل الإمبراطورية.

## العهد الملكي والإمبراطوري

### الجولة الافتتاحية
افتتح هنري عهده بجولة ضمن ملكياته. في البلدان المنخفضة، استقبله غوثيلو الأول، دوق لورين العليا والسفلى، وفي كولونيا، انضم إليه هيرمان الثاني، رئيس أساقفة كولونيا، الذي رافقه ووالدته إلى ساكسونيا، حيث أسس بلدة غوسلار كمقر إمبراطوري مستقبلي. ترأس جيشًا دخل إلى تورينغن حيث التقى إيكارد الثاني، مارغريف من مايسن، الذي سعى إلى نصيحته ومشورته فيما يتعلق بالنجاحات الأخيرة لدوق بريتيسلاف الأول ملك بوهيميا في بولندا.
في بوهيميا، قدم التفويض الرهائن استرضاءً لهنري، وحل جيشه، وتابع جولته. وزار بافاريا، وعند مغادرته أرسل الملك بيتر أورسيولو ملك المجر مجموعات مداهمة إلى شوابيا. في أولم، عقد هنري البرلمان الإمبراطوري وتلقى تقديرًا من الأمراء الإيطاليين الحاليين. عاد هنري إلى إنغلهايم واعترفت به سفارة برغونة وإريبرت، رئيس أساقفة ميلانو، الذي كان قد دعمه ضد والده. اتفق هنري مع إريبرت على محاولة حل الصراع الإمبراطوري الداخلي القديم مع كونراد. إذ عندما أطاح كونراد بأدالبيرو الأول من إبنشتاين، ورث هنري أيضًا دوقية كارينثيا، التي أصبح بموجبها دوقًا ثلاثيًا (لبافاريا، وشوابيا، وكارينثيا) بالإضافة إلى كونه ملكًا ثلاثيًا لألمانيا، وبرغونة، وإيطاليا.

### الصراع مع بوهيميا والمجر
قاد هنري حملته العسكرية الأولى بصفته ملكًا في عام 1040 في بوهيميا، حيث كان بريتيسلاف الأول ينوي إنشاء مطرانية منفصلة. بعد حضور جلسات الإصلاح في عدد من الأديرة، استدعى هنري جيشه في ستافيلو. في يوليو، انضم إلى الوحدات العسكرية في غوسلار ونشر جيشه بالكامل في ريغنسبورغ. انطلق في 13 أغسطس وسرعان ما تعرض لكمين في ممرات غابات بوهيميا وأجبر على التراجع مع خسائر فادحة في معركة برودك. تمكن هنري من تحرير سجنائه بعد إطلاق سراح عدد كبير من الرهائن البوهيميين، بما في ذلك نجل بريتيسلاف. عند انتهاء السلام، تراجع هنري على عجل. عند عودته إلى ألمانيا، عين سيدغير -البابا المستقبلي كليمنت الثاني- أسقفًا لمدينة بامبرغ.
في عام 1040 أطاح صموئيل آبا ببيتر المجري الذي هرب إلى ألمانيا، وهناك رحب به هنري على الرغم من عداوتهم السابقة. وبذلك حُرم بريتيسلاف من حليفه السابق، وبناءً عليه أعد هنري حملة أخرى في بوهيميا. في 15 أغسطس بعد عام واحد تقريبًا من حملته الأخيرة، انطلق مرة أخرى، وانتصر ووقع معاهدة سلام مع بريتيسلاف في ريغنسبورغ.